# The Man Who Sold His Skin
The Man Who Sold His Skin (em árabe: الرجل الذي باع ظهره, translit. ar-rajul allaḏī bāʿa ẓahrihu, lit. 'The Man Who Sold His Back', bra: O Homem Que Vendeu Sua Pele; prt: O Homem Que Vendeu a Sua Pele) é um filme dramático co-produzido internacionalmente em 2020, dirigido por Kaouther Ben Hania. Seu enredo foi inspirado na obra viva do artista contemporâneo belga Wim Delvoye, Tim (2006). Foi selecionado como a entrada tunisiana para o Melhor Filme Internacional no 93º Oscar, fazendo a lista de quinze filmes. Em março de 2021, foi nomeado para Melhor Longa-Metragem Internacional.
Ele estreou na seção Horizontes no 77º Festival Internacional de Cinema de Veneza, onde Yahya Mahayni ganhou o Prêmio de Melhor Ator.

## Enredo
Os noivos de Raqqa Sam e Abeer são separados pela Guerra Civil Síria. Enquanto ele busca refúgio no Líbano, sua família a força a se casar com um homem mais rico e se mudar com ele para Bruxelas. Na busca desesperada por dinheiro e a papelada necessária para viajar à Europa para resgatá-la, Sam aceita ter suas costas tatuadas como um visto Schengen por um dos artistas contemporâneos mais controversos do Ocidente. Seu próprio corpo se transformou em uma obra de arte viva e imediatamente exibido em um museu, Sam logo perceberá que vendeu mais do que apenas sua pele.

## Elenco
- Yahya Mahayni como Sam Ali
- Dea Liane como Abeer
- Koen De Bouw como Jeffrey Godefroi
- Monica Bellucci como Soraya Waldy
- Saad Lostan como Ziad
- Darina Al Joundi como a mãe de Sam
- Jan Dahdouh como Hazem
- Christian Vadim como William
- Wim Delvoye como corretor de seguros

## Recepção
No agregador de críticas Rotten Tomatoes, que categoriza as opiniões apenas como positivas ou negativas, o filme tem um índice de aprovação de 93% calculado com base em 42 comentários dos críticos que é seguido do consenso:"The Man Who Sold His Skin usa a tensão entre arte e comércio como um poderoso combustível para uma história séria sobre liberdade e dignidade humana."

## Prêmios e indicações
| Prêmio                                        | Data de cerimônia      | Categoria                           | Destinatário(s)           | Resultado | Ref(s) |
| --------------------------------------------- | ---------------------- | ----------------------------------- | ------------------------- | --------- | ------ |
| Prêmios da Academia                           | 25 de abril de 2021    | Melhor Longa-Metragem Internacional | Kaouther Ben Hania        | Pendente  | [ 6 ]  |
| Festival Internacional de Cinema de Estocolmo | 19 de novembro de 2020 | Cavalo de bronze                    | Kaouther Ben Hania        | Indicado  | [ 11 ] |
| Festival Internacional de Cinema de Estocolmo | 19 de novembro de 2020 | Melhor Roteiro                      | Kaouther Ben Hania        | Venceu    | [ 11 ] |
| Festival Internacional de Cinema de Veneza    | 12 de setembro de 2020 | Melhor Filme (seção Horizontes)     | The Man Who Sold His Skin | Indicado  | [ 8 ]  |
| Festival Internacional de Cinema de Veneza    | 12 de setembro de 2020 | Melhor Ator (seção Horizontes)      | Yahya Mahayni             | Venceu    | [ 8 ]  |